# Єградківка
Єгра́дівка — пасажирський зупинний пункт Шевченківської дирекції Одеської залізниці на електрифікованій у 1962 році лінії Імені Тараса Шевченка — Чорноліська між зупинними пунктами Мамаїв Яр та Коханівка. 
Розташований за 2 км від селища Гайдамацьке Кропивницького району Кіровоградської області.

## Пасажирське сполучення
На зупинному пункті Єградівка зупиняються приміські електропоїзди до станцій Імені Тараса Шевченка, Цвіткове, Знам'янка-Пасажирська.